# لی موهائو
لی موهائو (انگلیسی: Li Muhao؛ زادهٔ ۲ ژوئن ۱۹۹۲) بازیکن بسکتبال اهل چین است.
وی در مسابقات کشوری و بین‌المللی در مجموع برندهٔ ۱ مدال طلا شده‌است.